# Lover of loser
Lover of loser is een Nederlandse speelfilm uit 2009 van Dave Schram naar het scenario van Maria Peters met onder anderen Gaite Jansen, Martijn Lakemeier, Lucas Hamming,  Claire Bender, Thomas Acda en Susan Visser. Het scenario is gebaseerd op het gelijknamige boek van Carry Slee en is uitgebracht door Shooting Star Filmcompany.

## Verhaal
Eva (Gaite Jansen) van 15 jaar woont bij haar moeder Katja (Susan Visser) en haar stiefvader Willem (Thomas Acda). Ze ontwerpt als bijverdienste T-shirts die ze op zaterdag laat drukken bij een printshop. Bij deze printshop werkt de 17-jarige Mees (Martijn Lakemeier). Ze zijn wederzijds verliefd op elkaar maar weten dit niet van elkaar. Mees denkt dat Eva Julia heet maar dit is in werkelijkheid de naam van de vriendin waar ze T-shirts voor drukt. Als iemand haar vertelt dat Mees verliefd is op Julia, is ze teleurgesteld. Daarnaast wil haar vriendin Julia minder met haar omgaan omdat ze het te druk heeft met haar nieuwe vriend Jesse (Quinten Schram).
Eva heeft erg moeite met haar stiefvader Willem die erg klef doet. Van de dochter van Willem heeft zij daarnaast vernomen dat hij dingen doet die niet mogen en Eva is bang dat zij ook slachtoffer wordt. Die verdenking wordt nog sterker wanneer ze op zijn computer ziet dat hij websites van illegale clubs heeft bezocht. Willem wordt boos en zegt dat er geheimen op de computer staan. Ze sluit zich op met de laptop en vlucht door het raam naar buiten.
Ze wil niet meer naar huis en zwerft rond, waar ze terecht komt bij een optreden van Mees en zijn vriend Sem (Lucas Hamming). Bij dit optreden ontmoet ze Ricardo (Ruud Feltkamp), een jongeman die uit interesse in haar aanbiedt dat ze bij hem mag slapen of dat hij een hotel voor haar betaalt. Ze gaat met hem mee naar huis en mag slapen in de logeerkamer. De volgende dag koopt hij veel kleren voor haar. Als ze weer thuis zijn staat Maritza (Afra Margeridon) te schreeuwen onder het raam. Ze dacht dat Ricardo haar vriend was, ondanks dat hij haar aanzette tot prostitutie en is boos dat hij nu Eva als nieuwe vriendin heeft. Tegen Eva zegt hij dat Maritza in de war is en verslaafd is. Hij laat haar niet binnen maar belt ook niet de politie om haar zogezegd te sparen.
Ricardo nodigt Eva uit om samen naar Parijs te gaan waar hij haar kan voorstellen aan een bekende modeontwerper. In werkelijkheid vertrekken ze niet naar Parijs maar naar een bordeel waar Eva samen met andere vrouwen gevangen wordt gehouden om te werken als prostituee. Mees komt erachter dat er iets niet klopt en regelt samen met Julia het adres van Maritza. Ondanks dat Maritza eerst niet wil meewerken geeft ze uiteindelijk toe. Hij doet zich bij het bordeel voor als vriend van Ricardo. Omdat hij verwacht dat hij als klant geweigerd zal worden omdat hij nog minderjarig is. Echter blijkt al snel dat hij helemaal geen vriend is van Ricardo, doet hij alsof hij komt solliciteren als muzikant.
Hij mag wat laten horen en ziet de stiefvader van Eva, Willem binnen komen. Willem ziet Eva tot zijn schrik in het bordeel en kiest haar uit om zogenaamd seks met haar te hebben. Eva schrikt erg als ze ziet dat haar stiefvader haar heeft uitgekozen om seks mee te hebben, omdat dit bevestigt is dat hij echt de viezerik is. Willem blijkt echter een undercover politieagent te zijn en heeft de taak gekregen om de illegale bordelen te ontmaskeren. Ricardo ziet Mees gitaar spelen en vraagt wat hij daar in vredesnaam komt doen. Mees geeft aan dat hij het bordeel en de manier van handelen van Ricardo erg afkeurt en Eva komt redden. Ricardo trekt als reactie hierop een pistool en richt dit op Eva die intussen is komen aanrennen toen ze de stem van Mees hoorde. Mees slaat zijn gitaar kapot op het hoofd van Ricardo, die niet meer in staat is om te schieten. Willem waarschuwt een stand-by politie-eenheid en Ricardo en de bordeelhouders worden gearresteerd.
De meiden van het bordeel worden buiten opgevangen en Eva hoort op de radio in een politie-auto het optreden van Sem. Sem en Mees zouden officieel samen een lied over Eva op de radio laten horen, maar Mees kan hier niet bij aanwezig zijn. Sem is hier erg boos om. Na het optreden ziet hij op de televisie de politie-inval en hoort hij dat Mees de grote held is. Als Eva Mees vervolgens ziet dan vraagt zij aan Mees waarom hij dat lied zong. Mees heeft heel erg veel indruk gemaakt op Eva en ze zoenen elkaar. Eva en Mees krijgen verkering. Willems relatie met zowel Eva als Roos is weer goed. En ook zit het weer goed tussen Eva en Julia. Dat Willem illegale dingen zou hebben gedaan berustte op een misverstand als gevolg van het geheime karakter van zijn werk.

## Rolverdeling
| Acteur               | Personage   | Opmerkingen        |
| -------------------- | ----------- | ------------------ |
| Gaite Jansen         | Eva         | hoofdpersoon       |
| Martijn Lakemeier    | Mees        | hoofdpersoon       |
| Claire Bender        | Julia       | hoofdpersoon       |
| Lucas Hamming        | Sem         | hoofdpersoon       |
| Ruud Feltkamp        | Ricardo     | hoofdpersoon, boef |
| Thomas Acda          | Willem      |                    |
| Susan Visser         | Katja       |                    |
| Afra Margeridon      | Maritza     |                    |
| Carlien van Dijken   | Roos        | figurant           |
| Quinten Schram       | Jesse       | figurant           |
| Manuel Broekman      | Max         | figurant           |
| Carlijn van Zijtveld | Sara        |                    |
| Damien Hope          | Dave        |                    |
| Bjørn Piron          | Kareltje    | figurant           |
| Erwin Prent          | Marcel      | figurant           |
| Giel Beelen          | Giel Beelen | figurant           |

## Trivia
- De Nederlandse muzikant Thomas Acda schreef het nummer Eva, de titelsong voor de film.
- Voor de audities van deze film werden ongeveer 9.000 inschrijvingen ontvangen, 8.000 meisjes en 1.000 jongens. 3.000 deelnemers mochten op 13 december 2008 auditie doen in het Hermann Wesselink College te Amstelveen voor de drie hoofdrollen en vier grote bijrollen. Voor de tweede auditieronde die plaatsvond op in januari en februari 2009, werden ongeveer 400 deelnemers uitgekozen. De twee mannelijke hoofdrollen zijn uiteindelijk vervuld door al bekende acteurs (Martijn Lakemeier en Ruud Feltkamp). De vrouwelijke hoofdrol (Gaite Jansen) is wel gekozen uit de audities. De acteurs die debuteerden met een hoofdrol in de eerdere drie films van Carry Slee zijn daarna aangenomen op toneelopleidingen of hebben een rol in een Nederlandse serie of volgende film gekregen.[bron?]